# 藤枝市民グラウンド
藤枝市民グラウンド（ふじえだ しみんグラウンド）は、静岡県藤枝市駿河台にある体育施設群（スポーツ・コンプレックス）。株式会社協栄静岡支店が指定管理者として運営している。
藤枝市が市民の健康の増進と体力の向上及びスポーツの振興を図るために整備した施設で、1967年に開設された。野球場・サッカー場・テニスコートからなるが、テニスコート（藤枝市民テニス場）は条例上は別の施設の扱いとなっている。

## 施設
- サッカー場（藤枝市民グラウンドサッカー場）
- 野球場（藤枝市民グラウンド野球場）[6]
  - 両翼91m・中堅120m、全面土
  - 照明塔6基・560ルクス
  - 収容人員800人
- 藤枝市民テニス場[7]
  - オムニコート（全天候型砂入り人工芝）8面
  - 照明塔あり
  - 壁打ち練習用2面

## 交通アクセス
出典：
- JR東海道線 藤枝駅北口3番乗り場からしずてつジャストライン 志太温泉線で「志太温泉前」下車徒歩3分
- 国道1号藤枝バイパス 谷稲葉インターチェンジから県道堀之内青島線沿い